# Kadokawa Šoten
Kadokawa Šoten (japonsky 角川書店), dříve Kadokawa Šoten Publishing (japonsky 株式会社角川書店, Kabušiki gaiša Kadokawa Šoten), je japonské nakladatelství a divize společnosti Kadokawa Future Publishing sídlící v Tokiu. Kadokawa vydává mangy, light novely, časopisy mangy Gekkan Asuka a Gekkan šónen Ace a zábavné časopisy, jako je Newtype. Od svého založení se stala multimediální společností, orientující se například ve videohrách.

## Historie
Kadokawu Šoten založil 10. listopadu 1945 Genjoši Kadokawa. První obchodní značkou společnosti je Kadokawa Bunko z roku 1949. Dne 2. dubna 1954 se z Kadokawy Šoten stala veřejná společnost. V roce 1975 byl po smrti Genjoši zvolen prezidentem společnosti Haruki Kadokawa. Dne 1. dubna 2003 byla původní Kadokawa Šoten přejmenována na Kadokawa Holdings a dosavadní vydavatelské obchodní činnosti byly přesunuty do nové Kadokawy Šoten. Dne 1. července 2006 byla mateřská společnost přejmenována na Kadokawa Group Holdings. V lednu 2007 získala uvnitř firmy Kadokawa Šoten Publishing řídící obchodní činnosti, přičemž obchodní činnosti týkající se časopisů byly přesunuty do Kadokawy Magazine Group. Videoherní divize Kadokawy Šoten, ASCII Media Works a Enterbrainu byly spojeny a daly vzniku společnosti Kadokawa Games. Kadokawa Šoten přestala být samostatnou společností 1. října 2013, kdy byla spolu s dalšími osmi firmami spojena s Kadokawa Corporation. Stala se tak divizí Kadokawa Future Publishing.

## Časopisy
Časopisy nakladatelství Kadokawa Šoten.

### Vydávané
- Comptiq (od roku 1983)
- Gekkan Asuka (od roku 1985)
- Newtype (od roku 1985)
- Gekkan šónen Ace (od roku 1994)
- Gundam Ace (od roku 2001)
- Comp Ace (od roku 2005)
- Young Ace (od roku 2009)
- .hack//G.U.: The World
- Asuka CIEL
- Ceil TresTres

### Ukončené
- The Sneaker (1993–2013)
- Gekkan Asuka Fantasy DX (1994–2000)
- Kerokero Ace (2007–2013)
- Altima Ace (2011–2012)
- Gekkan Ace Next (???–???)

## Obchodní značky light novel
- Kadokawa Beans Bunko (light novely pro ženy)
- Kadokawa Bunko CrossLove (erotické light novely pro ženy)
- Kadokawa Gin no sadži Series (fantasy light novely pro děti a dospělé)
- Kadokawa Sneaker Bunko
- Kadokawa Ruby Bunko (jaoi light novely)
- Kadokawa Cubasa Bunko